# Гимнокалициум горбатый
Гимнокалициум горбатый, или бугорчатый (лат. Gymnocalycium gibbosum) — кактус из рода Гимнокалициум.

## Описание
Стебель голубовато- или матово-зелёный, шаровидный, с возрастом становится цилиндрическим, достигает высоты 50 см и диаметра 20 см. Рёбер около 15, они разделены на сегменты поперечными бороздками. На ареолах серое опушение.
Центральная колючка одна, слегка изогнутая на конце, с красноватым основанием. Радиальных колючек около 10, они такой же окраски, 1-2 см длиной.
Цветки кремовые, воронковидные, большие, длиной 6-7 см.
Существует разновидность nigrum со стеблем чёрно-зелёной окраски и чёрными колючками.

## Распространение
Распространён на юге Аргентины, в провинциях Чубут, Рио-Негро и Ла-Пампа.

## Синонимы
- Cactus gibbosus
- Echinocactus gibbosus
- Cereus gibbosus
- Cactus reductus
- Cereus reductus
- Gymnocalycium reductum
- Gymnocaclycium chubutense
- Gymnocalycium brachypetalum
- Gymnocalycium gerardii